# Sabaria lithosiaria
Sabaria lithosiaria är en fjärilsart som beskrevs av Walker 1862. Sabaria lithosiaria ingår i släktet Sabaria och familjen mätare. Inga underarter finns listade.